# Srikanth Bolla
Srikanth Bolla (Machilipatnam, 7 de julio de 1991) es un filántropo y empresario indio ciego, presidente fundador de Bollant Industries, empresa especializada en papel, empaques alimenticios y otros productos amigables con el ambiente, y dedicada a dar oportunidades de trabajo a personas discapacitadas.
Fue el primer estudiante internacional con una discapacidad visual en Ciencias de la Gestión en la Sloan School of Management del Instituto Tecnológico de Massachusetts.Ha sido incluido entre los Forbes 30 under 30 Asia. La película Srikanth (2024) está basada en su vida.

## Vida personal
Srikanth Bolla nació el 7 de julio de 1991 en una familia de habla telugu en Seetharamapuram, Machilipatnam en Andhra Pradesh. Sus padres eran primos hermanos y sin educación. Fue el primero de sus hermanos y tenía discapacidad visual total desde el nacimiento. A sus padres se les aconsejo dejarlo morir debido a su discapacidad. La familia de Bolla dependía principalmente de la agricultura. Su infancia fue difícil; no había electricidad, la educación era un lujo y los ingresos de su familia eran inferiores a los necesarios para sobrevivir. 
En la escuela, Bolla quería estudiar ciencias pero debido a su discapacidad visual no pudo hacerlo. Bolla presentó un caso judicial contra el estado de Andhra Pradesh y, después de una espera de seis meses, se le permitió dedicarse a la ciencia bajo su propia responsabilidad.Fue aceptado en un internado para niños con necesidades especiales en Hyderabad, a 400 km de su familia. Encabezó su clase con un 98 % en sus exámenes de graduación de secundaria, pero a pesar de sus resultados, a Bolla se le negó la admisión a institutos de entrenamiento del Instituto Indio de Tecnología (IIT). En ese entonces en India, la educación superior para personas ciegas estaba limitada y se le recomendó estudiar humanidades, pero decidió dedicarse a la ingeniería como vocación.En lugar de rendirse, aplicó a universidades en Estados Unidos y fue aceptado en cinco, eligiendo finalmente MIT donde se convirtió en el primer estudiante ciego internacional. Posterior a su graduación en MIT, Bolla decidió retornar a India, dedicándose a su empresa Bollant Industries y a su fundación.
Se casó en 2022 con Veera Swathi, tras un noviazgo de casi 10 años. En 2024, la pareja tuvo una hija, a la que llamaron Nayana, que significa ojos.

## Carrera
Ha sido líder juvenil desde 2005 y se convirtió en miembro de Lead India 2020: El Segundo Movimiento Juvenil Nacional. Iniciado por el expresidente de la India APJ Abdul Kalam, Lead India 2020  trabaja para ayudar a la India a alcanzar los objetivos de Desarrollo del milenio mediante la erradicación de la pobreza, el analfabetismo y el desempleo.
Durante su tiempo en MIT, Bolla cofundó el Centro Samanvai para Niños con Discapacidades Múltiples en 2011. El centro Samanvai incluye una biblioteca e impresora Braille.El centro esta enfocado en servicios educativos, vocacionales, financieros y de rehabilitación a estudiantes con discapacidades múltiples para una vida económicamente independiente y autosostenible.
En 2012, Bolla fundó Bollant Industries con su socio comercial, Ravi Mantha, con la misión de crear productos ecológicos y dar empleo a personas con discapacidades. Bollant Industries fábrica productos a base de areca y proporciona empleo a varios cientos de personas con capacidades diferentes. Además de Mantha, quien invirtió 100 000 USD de capital inicial, Bollant ha recibido financiación de Ratan Tata, director actual de Tata Motors. 
Al abordar simultáneamente una combinación de cuestiones (empleo, economía y medio ambiente), Bollant produce papel Kraft reciclado ecológico a partir de residuos municipales o papel sucio, productos de embalaje a partir de papel reciclado, productos desechables a partir de hojas naturales y papel reciclado y recicla plástico de desecho para convertirlo en productos utilizables. Bollant ha crecido con los años, con un promedio del 20 % mensual desde su creación y una facturación de 150 millones de rupias en 2018. Bollant Industries tiene 4 fábricas en India: una en Hubli Karnataka, una en Nizamabad, y dos en Hyderabad.
Antes de la pandemia de COVID-19, al menos el 36 % de los 500 empleados de Bollant Industries tenían discapacidades físicas o mentales.Tras casi un año de cierre, la empresa mantuvo su actividad y empleo gracias a una nueva inversión de parte de Mantha. Bolla ha afirmado que desea que cotice en bolsa y convertirla en un conglomerado.
Bolla es también el director de Surge Impact Foundation, fundada en septiembre de 2016. La organización tiene como objetivo acelerar el impacto de personas e instituciones de la India para alcanzar los Objetivos de Desarrollo Sostenible para 2030.
En abril de 2017, la revista Forbes incluyó a Bolla en su lista de 30 menores de 30 años Asia, siendo uno de los tres únicos indios en esa lista.
El Foro Económico Mundial lo nombró uno de los Global Leaders 2021.

## En la cultura popular
En 2022, se anunció una película biográfica Srikanth, con el actor Rajkummar Rao en el papel principal de Srikanth Bolla. El tráiler se lanzó el 9 de abril de 2024. Durante el lanzamiento del tráiler, Srikanth Bolla quien estuvo presente, recordó cómo los casetes de T-Series, una de las productoras del filme, le ayudaron en su infancia a completar su educación desde el grado 5 hasta el 10. La película se estrenó el 10 de mayo de 2024, durante las fiestas de Akshaya Tritiya.